# Tam quốc diễn nghĩa (phim truyền hình 1994)
Tam quốc diễn nghĩa (tiếng Trung: 三国演义) là một bộ phim truyền hình sử thi cổ trang của Trung Quốc được chuyển thể từ tiểu thuyết cùng tên (một trong tứ đại danh tác của Trung Quốc) của La Quán Trung. Phim được Trung tâm sản xuất phim truyền hình Trung Quốc sản xuất vào năm 1990 và phát sóng trên kênh CCTV vào năm 1994 với tổng kinh phí 170 triệu nhân dân tệ, ngoài ra còn huy động hơn 100.000 diễn viên quần chúng từ Quân đội Giải phóng Nhân dân Trung Quốc. Tác phẩm đã giành các giải Phim truyền hình xuất sắc nhất, Nam diễn viên chính xuất sắc và Thành tựu nghệ thuật của giải truyền hình Phi Thiên; giải Kim Ưng cho phim truyền hình dài tập xuất sắc nhất và giải Kim Long. Sau khi "Tam quốc diễn nghĩa" được lên sóng, tỷ suất người xem nội địa đạt đến 47%.
Đài ATV đã mua quyền phát sóng bộ phim ở Hồng Kông và đổi tên thành Tam quốc diễn nghĩa siêu trí bản, trình chiếu trên kênh ATV Home ở Hồng Kông và Đài Loan có kèm phần lồng tiếng, đồng thời mời Phùng Lượng Nỗ dẫn chương trình Tam quốc khởi kỳ lục để giúp cho khán giả thấu hiểu được tác phẩm. Kênh truyền hình vệ tinh NHK 2 của Nhật Bản đã mua bản quyền phát sóng bộ phim tại Nhật Bản và tác phẩm được trình chiếu trên NHK với phần lồng tiếng Nhật.

## Tóm tắt nội dung
Cuối thời Đông Hán, núi sông đại loạn, triều đại của Hán Linh Đế sắp diệt vong. Có 10 thị giả làm trắng đen lẫn lộn, gây ra sự hỗn loạn và bát nháo. Bên ngoài, anh em nhà họ Trương hô vang khẩu hiệu "Thiên tử đã chết, Khăn Vàng nên đứng dậy", từ đấy gây ra một cuộc nổi dậy lớn của nông dân. Đột nhiên, khắp nơi như có ngọn lửa âm ỉ, gia thế của họ Lưu dường như lâm nguy, giống như một tòa nhà sắp sụp đổ. Để rồi các vị anh hùng xuất hiện trong lúc nguy nan: Tào Tháo, Công Tôn Toản, Viên Thuật, Viên Thiệu, Lã Bố, Lưu Bị, Tôn Sách, Quan Vũ, Trương Phi, Gia Cát Lượng và nhiều anh hùng khác tiếp tục xuất hiện, từ đấy bức màn Tam Quốc được mở ra...
Tác phẩm mô tả toàn bộ giai đoạn từ thời Hán Hòa Đế trị vì vào năm 88 Công nguyên, cuộc nổi loạn băng Khăn Vàng vào cuối thời Đông Hán, các lãnh chúa phong kiến tranh giành ngai vàng, đến Tam quốc sau trận chiến khốc liệt ở Xích Bích, và cuối cùng là sự kiện Tấn Vũ Đế lên ngôi năm 266 Công nguyên, thống nhất đất nước. Trận chiến cụ thể bắt đầu với cuộc nổi dậy Khăn vàng và kết thúc với việc Tư Mã Viêm truất ngôi của Tào Phi trong cảnh cuối cùng. Xuyên suốt toàn bộ tác phẩm là khoảng thời gian dài tới 178 năm, nhiều nhất trong số các bộ phim cổ trang Trung Quốc. Trong tác phẩm, Lưu Bị, Gia Cát Lượng, Tào Tháo, Quan Vũ và Trương Phi là những nhân vật chủ chốt trong cốt truyện.

## Phân vai

### Diễn viên chính
- Lưu Bị: Tôn Ngạn Quân[2][3]
- Quan Vũ: Lục Thụ Minh[4][5]
- Trương Phi: Lý Tĩnh Phi[6][7]
- Tào Tháo: Bào Quốc An[8][9]
- Tôn Quyền: Ngô Hiểu Đông[10]
- Gia Cát Lượng: Đường Quốc Cường[11][12]
- Tôn Sách: Bộc Tồn Hân
- Chu Du: Hồng Vũ Trụ[13]
- Điêu Thuyền: Trần Hồng[14][15]
- Đổng Trác: Lý Pha[16]
- Lã Bố: Trương Quang Bắc[13][17]
- Tư Mã Ý: Đường Chấn Hoàn, Ngụy Tông Vạn
- Tư Mã Sư: Phan Dẫn Lai, Lôi Thiết Lưu
- Tư Mã Chiêu: Lý Xích Vưu, Cao Lan Thôn
- Lỗ Túc: Tào Lực, Mã Ngọc Lương, Tống Bang Quế
- Tôn Kiên: Ngô Hiểu Đông
- Viên Thiệu: Hồng Vũ Trụ,[13] Lý Khánh Tường
- Triệu Vân: Trương Sơn, Dương Phàm, Hầu Vĩnh Sinh

### Diễn viên phụ
- Công Tôn Toản: Dương Phàm
- Mã Siêu: An Á Bình[16]
- Tào Duệ: Vương Quang Huy
- Thái Sử Từ: Lý Hồng Đào, Trần Chi Huy
- Viên Thuật: Trần Hữu Vượng, Vương Phúc Sinh
- Trương Chiêu: Chu Kế Vĩ
- Lý Nho: Tất Ngạn Quân
- Vương Doãn: Đàm Tông Nghiêu
- Bào Tín: Trần Chí Huy
- Đinh Nguyên: Nhuế Lệ Dung
- Sái Ung: Tần Chiêu
- Lư Thực: Dương Triệu Tuyền
- Kỷ Linh: Vương Hồng Đào
- Lý Túc: Nghiêm Yến Sinh
- Ngũ Phu: Lưu Kiến Vi
- Đổng Thái hậu: Lã Trung
- Hà Thái hậu: Trịnh Thiên Vĩ
- Hán Thiếu Đế: Chu Phong
- Hoàng Cái: Ngô Quế Linh,[16] Hứa Phúc Ấn
- Chu Thái: Doãn Vĩ, Trương Oánh
- Trình Phổ: Diêm Hoài Lễ,[16] Trần Chuyên Lương
- Quách Gia: Tưởng Khải
- Tuân Úc: Cố Lam
- Trần Đăng: Vương Trường Lợi
- Trần Cung: Lý Kiến Nghĩa, Tu Tông Địch
- Điền thị: Cao Bảo Bảo
- Tôn Càn: Quách Gia Khánh, Hạ Quân Dần
- Trương Liêu: Từ Thiếu Hoa, Trương Á Khôn, Vương Vệ Quốc
- Vu Cấm: Tư Cầm Cật Lực Cách, Tề Khắc Kiến
- Hạ Hầu Đôn: Ba Lạp Châu Nhĩ, Lỗ Kiến Quốc
- Lưu Đại: Hoắc Nhĩ Tra
- Trương Tú: Hàn Thiện Tục
- Trần Khuê: Nữu Đồ Lượng
- My Chúc: Chu Bỉnh Khiêm, Dương Nãi Hoàng, Nhâm Đông Thăng
- Nghiêm thị: Cao Bảo Bảo
- Hứa Chử: Vương Kiến Quốc, Lư Ánh, Trần Chi Huy, Hàn Đông
- Liêu Hoá: Mang Lai, Trần Chí Huy, Đỗ Văn Lộc, Trần Chi Huy
- My phu nhân: Hứa Đễ, Vương Lộ Dao
- Cam phu nhân: Y Thục Phương, Quách Thục Bình
- Mạnh Thản: Tô Đức Tư Cầm
- Phổ Tĩnh: Quách Gia Khánh
- Vương Thực: Mạc Kỳ
- Hồ Ban: Diệp Kim Sâm
- Từ Hoảng: Hoắc Nhĩ Sát, Ni Cách Mộc Đồ, Lý Đông Quả, Lưu Hồng Lâm, Tạ Đông
- Cát Bình: Đinh Chí Thành
- Điền Phong: Trương Liên Trọng
- Hàn Mãnh: Tô Đức Tư Cầm
- Thuần Vu Quỳnh: Chu Vạn Hồng
- Thư Thụ: Vương Chí Cường
- Thẩm Phối: Vương Hiển
- Lý Điển: Trương Anh Vũ, Tang Bảo, Trương Kinh Hải
- Hứa Du: Thạch Tiểu Mãn
- Tân Bì: Mã Hưng Dược, Tần Bảo Lâm
- Viên Đàm: Đặng Tiểu Quang
- Trần Lâm: Vương Đào
- Trình Dục: Đới Kính Quốc, Vu Liên
- Tưởng Cán: Chu Chu
- Từ Thứ: Trạch Vạn Thần
- Tư Mã Huy: Tô Dân
- Thôi Châu Bình: Triệu Tiểu Xuyên
- Thạch Thao: Mã Thư Lương
- Mạnh Kiến: Nghiêm Phong Kỳ
- Mẹ Từ Thứ: Đạm Đài Nhân Huệ
- Lưu Diệp: Tiêu Lỗ, Mã Ngọc Sâm, Nguỵ Hiến
- Lưu Tông: Lương Trì
- Sái Mạo: Ma Nhạc
- Ngụy Diên: Lưu Uy, Vương Hiểu Dĩnh, Vương Thiệu Văn, Vương Tâm Hải
- Văn Sính: Mang Lai, Tất Lực Cách
- Sái phu nhân: Lưu Hiểu Mỵ
- Tuân Du: Vu Gia Nãi
- Giản Ung: An Cơ
- My Phương: Ngỗi Hoà Quốc
- Trình Tư: Nhâm Manh
- Gia Cát Cẩn: Chủng Ngọc Kiệt, Uông Triệu Quế
- Lã Phạm: Toa Nhị Dũng
- Cam Ninh: Hàn Đông, Trương Ngọc Hải
- Phan Chương: Hắc Thủy Khoan, Tôn Khởi Thành
- Lưu Kỳ: Doãn Lực
- Lăng Thống: Vương Cương, Hàn Tăng Tường
- Hoàng Trung: Vương Hồng Đào
- Hoàng phu nhân: Kiều Sâm
- Sái Trung: Lý Tiểu Chu
- Sái Hoà: Lý Hoá
- Hám Trạch: Trương Hỷ Tiền
- Đinh Phụng: Lưu Thiệu Xuân, Vương Dịch, Dương Bảo Hoà
- Từ Thịnh: Trương Hiểu Minh
- Phàn thị: Cái Khắc
- Bào Long: Tiết Văn Thành
- Triệu Phạm: Lý Bảo Hoa
- Phan Phụng: Lưu Hoa
- Hàn Huyền: Hoàng Tiểu Lực
- Ngô quốc thái: Lâm Mặc Dư, Du Nhược Quyên
- Bàng Thống: Chúc Sĩ Bân, Kim Thư Quý[16]
- Pháp Chính: Thời Lai Quần, Trương Dân Phủ
- Mã Lương: Vương Hiển Hoà, Lý Bình
- Trương Nhiệm: Chu Trung Hoà
- Lưu Quý: Lưu Tông Nhân
- Tào Phi: Dương Tuấn Dũng[16]
- Chu Thương: Lưu Nhuận Thành
- Quan Bình: Đinh Chí Dũng, Trần Binh
- Lã Mông: Sơ Quốc Lương, Quách Mạt Lãng
- Trương Cáp: Vương Hoá Lam, Hình Quốc Châu
- Tào Hồng: Vương Kiệt
- Nghiêm Nhan: Vương Văn Hữu, Lâm Trung Tất
- Hàn Hạo: Dương Tử Bân
- Lưu Phong: Triệu Chấn Bình
- Hạ Hầu Uyên: Tiền Ngọc Lâm
- Hạ Hầu Thượng: Tiêu Ngọc Thành
- Trần Thức: Trương Thế Quân, Trần Đức Bảo
- Lục Tốn: Cao Phi
- Giả Hủ: Lý Tự Lương, Từ Vĩnh Lượng
- Vương Phủ: Trì Trọng Căn
- Tào Nhân: Hứa Đức Sơn
- Mạnh Hoạch: Hồ Chiến Lợi
- Chúc Dung phu nhân: Lý Vân Quyên
- Lưu Thiện: Lý Thiết,[16] Lỗ Kế Tiên
- Mã Tốc: Trương Trị Trung
- Vương Bình: Thôi Đại
- Phí Huy: Lý Hoằng
- Mã Đại: Lý Kiến Bình, Trần Quan Hân
- Đổng Trà Na: Tần Bảo Lâm
- A Hội Nam: Đỗ Văn Lộc
- Mạnh Ưu: Lý Đông Quả
- Tưởng Uyển: Lưu Hoằng Khôn
- Quách Hoài: Thường Ngọc Bình, Tôn Khải Thành
- Mạnh Đạt: Trương Nam
- Lý Phong: Vương Cường, Trương Tích Dân
- Tào Chân: Trịnh Cường
- Chung Do: Lưu Canh
- Cao Tường: Viên Lợi Kiên
- Khương Duy: Trương Thiên Thư, Phàn Chí Khởi[16]
- Quan Hưng: Lý Uy
- Đặng Chi: Lý Chí Nghị
- Trương Dực: Tề Văn Cường
- Tần Lương: Trần Thường Long
- Hạ Hầu Bá: Thạch Thiên Sinh, Thẩm Song Tồn
- Hạ Hầu Mậu: Vương Cơ Minh
- Dương Nghi: Mạnh Hiến Lễ
- Điền Tứ: Vương Thiết Quân
- Lý Phúc: Lý Bảo An
- Vương Thao: Trịnh Đại Bằng
- Trần Thái: Lưu Anh Lỗ
- Tào Phương: An Chí Ý
- Hạ Hầu Huyền: Hác Dược Quốc
- Trương Tập: Doãn Hoa Sinh
- Giả Sung: Hàn Tân Dân
- Chung Hội: Quản Việt
- Đặng Ngải: Vương Hồng Quang
- Đặng Trung: Ngô Văn Khánh
- Gia Cát Khác: Hà Băng
- Khước Chính: Hồng Hy Mại
- Sư Mộ: Trịnh Tự
- Gia Cát Chiêm: Tô Tùng Sơn
- Tiều Chu: Vương Phượng Văn
- Lưu Kham: Trần Húc
- Thiệu Đễ: Vương Ưng
- Vương Túc: Nghiêm Yến Sinh
- Tào Hoán: Uông Hàm
- Khâu Kiến: Triệu Phi Ngọc
- Hồ Liệt: Tưởng Tuý Hiệp
- Hồ Uyên: Tề Kiện Ba
- Tư Mã Viêm: Hàn Thanh
- Khổng Dung: Trịnh Dung
- Vương Kinh: Trương Hồng Anh
- Nga Hà Thiêu Qua: Trương Húc Đĩnh
- Ngô áp ngục: Hồng Tông Nghĩa
- Dương Tùng: Lưu Kiến Vi
- Bàng Đức: Trương Nguyên Bằng
- Bào Trung: Lưu Thiếu Xuân
- Tào Thuần: Trì Trọng Căn
- Triệu Luỹ: Hàn Tân Dân
- Trương Ôn: Vương Mẫn Chi
- Vua Khương Mê Đương: Trương Húc Đĩnh
- Trương Lỗ: Mã Ngọc Lương
- Phạm Cương: Nguỵ Đức Sơn
- Mẹ Khương Duy: Trương Đăng Kiều
- Vợ Hoàng Trung: Kiều Sâm
- Hàn Phúc: Vu Vinh Quang
- Thôi phu nhân: Tráng Lệ
- Sư Úc: Cơ Sùng Cung
- Hoa Đà: Vương Trung Tín
- Tần Bật: Vương Trung Tín
- Đào Khiêm: Trương Đồng
- Lưu Biểu: Trương Đạt
- Nhan Lương: Tạ Gia Khởi
- Quách Đồ: Quách Thọ Dương
- Đổng Thừa: Lưu Long
- Hán Hiến Đế: Tô Khả, Bào Đại Chí
- Hà Tiến: Trương Phúc Nguyên
- Cố Ung: Lý Yến Bình
- Trình Bỉnh: Đổng Cửu Như
- Lục Tích: Triệu Phi Ngọc
- Ngu Phiên: Sở Kiến Phú
- Nghiêm Tuấn: Lý Đàm
- Tiết Tống: Vương Ưng
- Hàn Đương: Chu Quân
- Kiều Quốc lão: Giang Kim
- Tôn Hưu: Phan Việt Minh
- Đoá Tư đại vương: Lưu Hách
- Mạnh Tiết: Lý Duyên Khôi
- Dương Phong: Tư Canh Điền
- Hoàng Hạo: Tằng Cách
- Ngô Ban: Lý Thế Tài
- Mã Trung: Trương Hạo
- Trương Tùng: Trương Cự
- Lý Khôi: Vương Chí Cường
- Hứa Tĩnh: Trương Cần
- Y Tịch: Lưu Long Tân, Vương Huy
- Trương Bào: Trì Quốc Đống
- Hoàng Thừa Ngạn: Vương Hồng Vũ
- Gia Cát Quân: Thạch Nghê
- Lưu Chương: Lương Chấn Á
- Tôn Thượng Hương: Triệu Việt
- Thành Tế: Trương Bình
- Tô Việt: Hứa Hoằng Đạt
- Vương Ấu Đồng: Hứa Doãn
- Hoàn Phạm: Văn Hào
- Lý Thắng: Dương Ngải Phu
- Tưởng Tế: Lưu Nghĩa
- Phí Diệu: Tề Văn Cường
- Hác Chiêu: Lý Thế Tài
- Tôn Lễ: Dương Quân
- Vương Lãng: Đổng Ký
- Mã Tuân: Tần Bảo Lâm
- Dương Lăng: Cao Tiểu Bảo
- Thôi Lượng: Lý Tùng Kiều
- Trương Đương: Chu Đức Chương
- Tần Kỳ: Lưu Lập Vĩ
- Hoa Hâm: Tống Qua
- Trần Quần: Chương Thế Quân
- Khoái Việt: Mã Cát Xuân
- Tư Mã Vọng: Lã Tỏa Sâm
- Mao Giới: Chu Huệ Lâm
- Nhạc Tiến: Thẩm Long
- Điển Vi: Trương Giáp Điền
- Trương Hổ: Điền Dã
- Hạ Hầu Kiệt: Dương Lập Tân
- Tào Hy: Trì Trọng Căn
- Tào Huấn: Tôn Chấn Tài
- Tào Sảng: Khang Minh
- Tào Mao: Cơ Thần Mục
- Tào Thực: Vương Lương Ba

## Sản xuất
Một trong những đạo diễn của Tam quốc diễn nghĩa là Vương Phù Lâm, người cũng chỉ đạo một bộ phim khác cũng chuyển thể từ một trong Tứ đại danh tác là Hồng lâu mộng. Đạo diễn Thái Hiểu Tình thì từng thực hiện các bộ phim chính kịch hiện thực như Tam gia thân, Sa đà tuế nguyệt hay Cô nương Trung Quốc, song chưa bao giờ làm phim cổ trang. Song ông chia sẻ rằng: "Nếu bạn nói bạn không làm được thứ mà mình chưa từng làm, thì bạn sẽ chẳng làm gì cả và chẳng thể làm được gì hết."
Để ghi hình tác phẩm, các dân binh của Quân đội Giải phóng Nhân dân đã được huy động đóng vai lính trong bộ phim, cộng thêm 400.000 nhân viên để xây dựng hai phim trường điện ảnh và truyền hình - phim trường Vô Tích và phim trường Trác Châu. Khi chọn dựng thành phố phim trường Tam quốc tại Vô Tích, đạo diễn Thái Hiểu Tình (người chịu ảnh hưởng bởi các bộ phim của Liên Xô) chia sẻ: "Tôi đã xem bộ Chiến tranh và hòa bình và ghen tỵ vì họ có thể quay cảnh hoành tráng đến thế. Vì thế tôi thấy rằng để có được cảnh quay tốt như vậy, tôi chỉ có thể quay ở cơ sở tốt." Tam quốc diễn nghĩa tiêu tốn tới 170 triệu Nhân dân tệ để sản xuất, trở thành bộ phim truyền hình đắt đỏ nhất được sản xuất trong lịch sử Trung Quốc. Trước năm 1994, hầu hết các tác phẩm điện ảnh lẫn truyền hình của Trung Quốc đều lấy bối cảnh nhà Thanh. Gần 100 triệu Nhân dân tệ được sử dụng để xây dựng phim trường và 70 triệu nhân dân tệ được sử dụng để ghi hình phim. Chỉ đạo nghệ thuật Hà Bảo Thông là người chịu trách nhiệm cho mảng thiết kế hiện trường. Khi bắt đầu công đoạn sản xuất, hai phim trường lớn nhất Trung Quốc được xây dựng tại Trác Châu và Vô Tích, mỗi phim trường có diện tích 1.200 mét vuông, tổng chi phí của hai phim trường lần lượt là khoảng 40 triệu Nhân dân tệ và 10 triệu Nhân dân tệ; "Cung điện Võ Vương", "Thuỷ Trại Trấn" và "Chùa Cam Lộ" thuộc chuỗi cảnh "Thành Tam quốc" ở phim trường Vô Tích có giá trị hơn 100 triệu Nhân dân tệ; "Tường thành nhà Hán", "Nhai đạo" và "Đổng Tước Đài" ở Trác Châu có giá khoảng 30 triệu Nhân dân tệ; ngoài ra, hơn 1.000 loại quần áo và hơn 30.000 bộ có giá khoảng 5 triệu Nhân dân tệ, gần 70.000 đạo cụ có giá khoảng 7 triệu Nhân dân tệ. Để ghi hình cấp tốc bộ phim, ê-kíp đã huy động tới 120 phương tiện, số lượng đạo cụ cũng lên 100.000 chiếc.
Tam quốc diễn nghĩa có ba trận chiến nổi tiếng và hào hùng trong lịch sử Tam Quốc: Trận Quan Độ, Trận Xích Bích và Trận Di Lăng. Rất nhiều mô hình đã được sử dụng để dựng ba trận đánh này. Lấy trận Quan Độ làm ví dụ (được ghi hình vào tháng 6 năm 1992), trận đã sử dụng binh lực của sư đoàn có giá khoảng 400.000 Nhân dân tệ. Một đội ngũ nghệ thuật kỹ xảo đã được tổ chức đặc biệt để quay các cảnh chiến đấu của Trận Xích Bích, những trận thuỷ chiến phức tạp và tàu chiến bốc cháy. Nhóm diễn đóng thế tham khảo dữ liệu của môi trường thực tế và tạo ra 14 tàu chiến mô hình, 150 lều quân sự, lò đun nước, 10 cổng và hình rơm theo tỷ lệ 8:1 hoặc 12:1. 4.000, 1.500 sĩ quan và binh lính (người bằng thạch cao), 2.000 quân kỳ, 30 kho thóc, và một doanh trại thuỷ lục, chỉ riêng việc này đã tiêu tốn hàng trăm nghìn Nhân dân tệ. Riêng ở các phân cảnh cuộc nổi dậy của băng Khăn vàng, đạo diễn Thái Hiểu Tình kể rằng ông và ê-kíp từng phải đi khắp Bắc Kinh để quay những cảnh trên. Cuối cùng bối cảnh đã được lựa chọn ở Thiên Mạc, Diên Khánh. Vị đạo diễn kể: "Việc chọn bối cảnh cho đoạn này tốn nhiều thời gian. Chúng tôi đã phải đi khắp các vùng ngoại ô Bắc Kinh. Để quay được cảnh kiểu này, trước hết đó phải là nơi hoang vắng, thứ hai là không có cột điện thoại, và thứ ba khái niệm nghệ thuật của tác phẩm phải nhất quán, chứ không chỉ chăm vào một vùng đất hoang."

### Thiết kế trang phục
Về mặt thiết kế trang phục, các nhà thiết kế đã nghiên cứu rất kỹ lưỡng. Tuỳ theo từng thời điểm mà lốt phục trang và tạo hình sẽ thay đổi để phù hợp với bối cảnh. Chẳng hạn như Lưu Bị, Quan Vũ và Trương Phi là dân thường. Về sau Lưu Bị lên làm chủ công, còn Quan Vũ và Trương Phi làm tướng. Trang phục của họ lúc đó đều thay đổi.

### Tuyển vai
Tôn Ngạn Quân có làn da trắng nên lúc đầu muốn thủ vai Tào Tháo, song đạo diễn lại nghĩ ngoại hình của anh hợp với Lưu Bị hơn. Thực tế cho thấy quyết định của đạo diễn là đúng đắn, khi Ngạn Quân thể hiện được thần thái chính trực, nhân từ và hiền lành của Lưu Bị. Ngoài ra, Lục Thụ Minh (vai Quan Vũ) và Lý Tĩnh Phi (vai Trương Phi) cũng được cho là có ngoại hình giống các nhân vật trong nguyên tác. Lục Thu Minh còn tự thú nhận trong một chương trình truyền hình rằng mình được chọn vì có đôi mắt giống huyền thoại Quan Vũ.
Để thực hiện bộ phim, các diễn viên và ê-kíp làm phim đã trải qua nhiều khó khăn và thiếu thốn, nhiều người phải ăn ngủ trên phim trường để tác phẩm được hoàn thiện nhanh nhất. Các diễn viên chính như Tôn Ngạn Quân (Lưu Bị), Đường Quốc Cường (Gia Cát Lượng), Lục Thụ Minh (Quan Vũ) hay Lý Tĩnh Phi (Trương Phi) chỉ nhận được 225 Nhân dân tệ/tập, còn đạo diễn và nhà sản xuất cũng chỉ nhận được 250 Nhân dân tệ/tập.

### Diễn viên quần chúng
Do tác phẩm có nhiều cảnh chiến đấu nên đoàn phim đã huy động một lượng lớn binh lính tham gia diễn xuất. Các đơn vị quân đội tham gia bao gồm quân đoàn 39811 của Quân đội Giải phóng Nhân dân Trung Quốc; quân đoàn 52854 và 51056 của Quân khu Bắc Kinh; quân đoàn 83226, 83235 và 83422 của Quân khu Nam Kinh và quân đoàn 77226 của Quân khu Thành Đô.

## Nhạc phim
Nhạc phim của Tam quốc diễn nghĩa do Cốc Kiến Phân sáng tác:
Tất cả nhạc phẩm được soạn bởi Cốc Kiến Phân.
| STT | Nhan đề                                                     | Phổ lời        | Thể hiện        | Thời lượng |
| --- | ----------------------------------------------------------- | -------------- | --------------- | ---------- |
| 1.  | "Nước Trường Giang chảy về đông" (滚滚长江东逝水)           | Dương Thận     | Dương Hồng Cơ   | 3:01       |
| 2.  | "Lịch sử đích thiên không" (历史的天空)                     | Vương Kiến     | Mao A Mẫn       | 3:11       |
| 3.  | "Giá nhất bái" (这一拜)                                     | Vương Kiến     | Lưu Hoan        | 3:24       |
| 4.  | "Minh chủ cầu hiền hề tức bất tri ngô" (明主求贤兮却不知吾) |                |                 |            |
| 5.  | "Thất bộ thi" (七步诗)                                      | Tào Thực       | Lưu Hoan        | 1:28       |
| 6.  | "Trượng phu ca" (丈夫歌)                                    |                | Lữ Kế Hồng      | 1:35       |
| 7.  | "Nhất dạ bắc phong trại" (一夜北风寨)                       | La Quán Trung  |                 |            |
| 8.  | "Điêu Thuyền dĩ tùy thanh phong khứ" (貂蝉已随清风去)       | Vương Kiến     | Mao A Mẫn       | 5:19       |
| 9.  | "Liệt hỏa hùng phong Xích Thố mã" (烈火雄风赤兔马)          | Vương Kiến     | Lữ Kế Hoành     |            |
| 10. | "Tráng sĩ công danh thượng vị thành" (壮士功名尚未成)       | Châu Hiểu Bình |                 | 2:23       |
| 11. | "Giang thượng hành" (江上行)                                | Vương Kiến     | Dương Hồng Cơ   | 1:40       |
| 12. | "Nam Dương hữu ẩn cư" (南阳有隐居)                          | La Quán Trung  |                 |            |
| 13. | "Đương Dương thường chí thử tâm đan" (当阳常志此心丹)       | Vương Kiến     |                 |            |
| 14. | "Hữu vi ca" (有为歌)                                        | Vương Kiến     |                 |            |
| 15. | "Dân đắc bình an thiên hạ an" (民得平安天下安)              | Vương Kiến     | Thôi Nguyên Hạo | 3:33       |
| 16. | "Báo đầu hoàn nhãn hảo huynh đệ" (豹头环眼好兄弟)           | Vương Kiến     | Doãn Tương Kiệt | 2:01       |
| 17. | "Hán Thủy ngâm" (淯水吟)                                    | Vương Kiến     | Mao A Mẫn       | 4:43       |
| 18. | "Đoản ca hành" (短歌行)                                     | Tào Tháo       | Dương Hồng Cơ   |            |
| 19. | "Khóc Gia Cát" (哭诸葛)                                     | Vương Kiến     | Lưu Hoan        | 2:42       |
| 20. | "Thùy khẳng luận anh hùng" (谁肯论英雄)                     | Châu Hiểu Bình |                 | 2:35       |

## Phát sóng quốc tế
Sau khi Tam quốc diễn nghĩa được trình chiếu, phía Thái Lan và Nhật Bản đã mua bản quyền phim về chiếu với mức phí lần lượt là 6.000 đô la và 15.000 đô la Mỹ/tập. Hồng Kông và Đài Loan cũng lần lượt bỏ ra tới 7000 đô la và 9.000 đô la Mỹ để giành bản quyền chiếu tác phẩm.

## Đón nhận
Cho đến nay, Tam quốc diễn nghĩa đã trở thành một tác phẩm truyền hình kinh điển của lịch sử Trung Quốc. Bộ phim đã nhanh chóng tạo nên "Cơn sốt Tam quốc" trên toàn châu Á, đặc biệt là khu vực Đông Nam Á, nơi người dân địa phương cực kỳ yêu thích. Năm 2019, chương trình truyền hình Văn học và nghệ thuật Trung Quốc đã tổ chức số đặc biệt "Chào đón tác phẩm truyền hình kinh điển Tam quốc diễn nghĩa 1994", được phát sóng trên CCTV. Chương trình có sự góp mặt của đạo diễn Vương Phù Lâm, Nhậm Đại Huệ, các diễn viên chính Bào Quốc An, Đường Quốc Cường và một số diễn viên khác.

## Giải thưởng
| Năm  | Giải thưởng               | Hạng mục                               | Đối tượng đề cử                                | Kết quả   | Nguồn        |
| ---- | ------------------------- | -------------------------------------- | ---------------------------------------------- | --------- | ------------ |
| 1995 | Giải Phi thiên lần thứ 15 | Phim truyền hình xuất sắc nhất         | Tam quốc diễn nghĩa                            | Đoạt giải | [ 32 ]       |
| 1995 | Giải Phi thiên lần thứ 15 | Thành tựu nghệ thuật                   | Trung tâm sản xuất phim truyền hình Trung Quốc | Đoạt giải |              |
| 1995 | Giải Phi thiên lần thứ 15 | Nam diễn viên chính xuất sắc nhất      | Bào Quốc An                                    | Đoạt giải | [ 8 ] [ 32 ] |
| 1995 | Giải Kim Ưng lần thứ 13   | Nam diễn viên chính xuất sắc           | Bào Quốc An                                    | Đoạt giải | [ 8 ] [ 32 ] |
| 1995 | Giải Kim Ưng lần thứ 13   | Phim truyền hình dài tập xuất sắc nhất | Tam quốc diễn nghĩa                            | Đoạt giải | [ 33 ]       |

## Văn hoá internet
Trong tập 69, cuộc đối thoại giữa Gia Cát Lượng (do Đường Quốc Cường đóng) và Vương Lãng (do Đổng Ký đóng) được nhiều cư dân mạng chế lại. Đó là những video động vật ma, hầu hết chúng là loại hình ca hát và cả thể loại hip hop. Hiện số lượng video vẫn còn trên trang web đã vượt quá một trăm. Ngoài ra, trong tập 71, đoạn Gia Cát Lượng đánh đàn trên tháp rút lui khỏi quân địch (Không thành kế) cũng thường được dựng thành tác phẩm audio MAD.